# Adocionismo

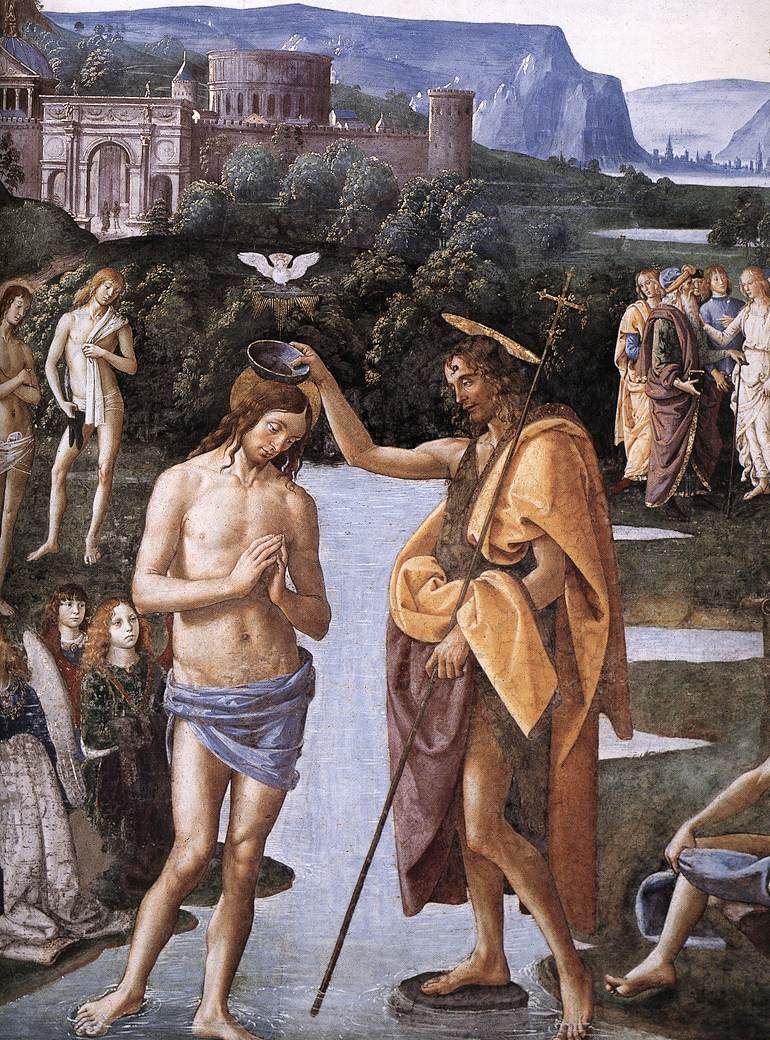
O Batismo de Jesus, momento no qual, segundo os adocionistas, Jesus se tornou o Filho de Deus.
Detalhe da obra de Perugino, na Capela Sistina, no Vaticano.

O Adocionismo, algumas vezes chamado de monarquianismo dinâmico, é uma visão teológica não trinitária do cristianismo primitivo, que professa que Jesus nasceu humano, tornando-se posteriormente divino por ocasião do seu batismo, ponto em que foi adotado como filho de Deus.

## Descrição
Esta é uma das duas manifestações do monarquianismo; a outra é o modalismo (sabelianismo), que trata o "Pai" e o "Filho" como dois modos de uma mesma divindade. O adocionismo entende que Cristo, como Deus, foi feito Filho de Deus pela geração e pela natureza, mas Cristo, como homem, é o Filho de Deus apenas pela adoção e graça, dispensada no momento de seu batismo.
Desse modo, nega a preexistência de Cristo e, embora afirme explicitamente sua divindade subsequente aos eventos de sua vida, muitos trinitaristas clássicos afirmam que a doutrina a nega implicitamente ao negar a constante união hipostática do Logos eterno com a natureza humana de Jesus.
No adocionismo, Jesus é atualmente divino, circunstância que ocorre desde sua adoção, embora ele não seja igual ao Pai, pois "meu Pai é maior do que eu" (João 14,28) e, como tal, é uma espécie de subordinacionismo. Muitas adocionistas negavam o nascimento virginal de Jesus.
Havia, ao menos, duas concepções mais ou menos semelhantes (não necessariamente opostas) as quais devem emanar do seguinte:
- No pensamento judeu, o Messias é um ser humano eleito por Deus para levar adiante sua obra: tomar os hebreus (um povo até então derrotado várias vezes por inimigos poderosos) e elevá-los por sobre todas as nações em uma espetacular inversão da história. Neste sentido, o Messias não é um Filho de Deus.
- Na tradição grega existiam heróis elevados à condição divina depois de extraordinárias proezas ou façanhas, por meio da apoteose. O mais importante exemplo disto é Héracles, que depois de ser queimado vivo, é tomado por seu pai, Zeus, para governar ao seu lado. Devido ao predomínio do Império Romano, cuja orientação cultural era predominantemente grega na época dos primeiros cristãos, é altamente provável que este exemplo estivera ao seu alcance.

Ao mesmo tempo, o adocionismo era psicologicamente interessante para os mesmos cristãos, já que estes eram uma comunidade pobre e atrasada, sendo fácil identificar-se com um herói como Jesus, ser humano qualquer que é eleito ("adotado") por Deus, e que dava esperanças de salvação aos próprios cristãos, tão humildes diante de Deus quanto seu herói máximo.
Um dos adocionistas mais famosos foi Teódoto, natural  de Bizâncio, e que levou esta doutrina a Roma no ano de 190. Também durante o século II, Paulo de Samósata e os seguidores do monarquianismo expressaram visões semelhantes. A crença foi declarada herética pelo Papa Vítor I.
Acredita-se que os ebionistas também fossem adocionistas.

## Adocionismo espanhol
No final do século VIII, surgiu na Espanha, uma segundo onda de adocionismo, liderada por Elipando, Arcebispo de Toledo; e Félix, Bispo de Urgel, que vivia nas planícies do sopé dos Pirenéus. O adocionismo hispânico declarava que Cristo como filho de Deus era gerado, mas como humano ele seria adotado.
Alcuíno, líder intelectual da corte de Carlos Magno foi chamado a refutar ambos os bispos. Contra Félix, ele escreveu:
| “ | Como o nestorianismo impiedosamente dividiu Cristo em duas pessoas por causa das duas naturezas, o vosso desconhecimento temerariamente dividiu-O em dois filhos, um natural e um adotivo. | ” |

O monge espanhol Beato de Liébana, junto o bispo Etério de Osma, combateram o adocionismo, fortemente defendido por Elipando. O credo foi condenado pelo Segundo Concílio Ecumênico, em Niceia (em 787). Nos anos 794 e 799, os papas Adriano I e Leão III, condenaram o adocionismo como heresia nos sínodos de Francoforte e Roma, respectivamente.

## Neo-adocionismo
Uma terceira onda se deu com o "Neo-adocionismo" de Pedro Abelardo, no século XII. Posteriormente, vários modificaram as teses adocionistas no século XIV. João Duns Escoto (1300) e Durando de Saint-Pourçain (1320) admitiram o termo Filius adoptivus, num sentido qualificado. Em mais recentes tempos, o Jesuíta Vasquez e os luteranos G. Calisto e Walch, defenderam os adocionistas como essencialmente ortodoxos.

## Psilantropismo
Psilantropismo foi um termo utilizado na cristologia do século XIX e que se sobrepõe ao conceito anterior do adocionismo, acreditando que Jesus era meramente humano e filho de José.